# Peder Anker
Peder Anker (8. december 1749 – 10. december 1824) var en norsk godsejer og statsmand, bror til Bernt Anker. Han var Norges første statsminister fra den 18. november 1814 til den 1. juli 1822.
Han var søn af Christian Ancher (1711-1765) og Karen Elieson (1723-1806) og voksede op i Paléet på Christiania (i dag Oslo). Efter to års ophold på universitetet i København blev han sendt ud på en femårs rejse i udlandet sammen med sine brødre og deres fætre, Carsten og Peter Anker. Efter hjemkomsten blev han gift med Anna Elisabeth.
Fra 1772 opholdt han sig på gården Bogstad, som han udvidede til en storslået herregård.